# Перша голландська експедиція в Ост-Індію

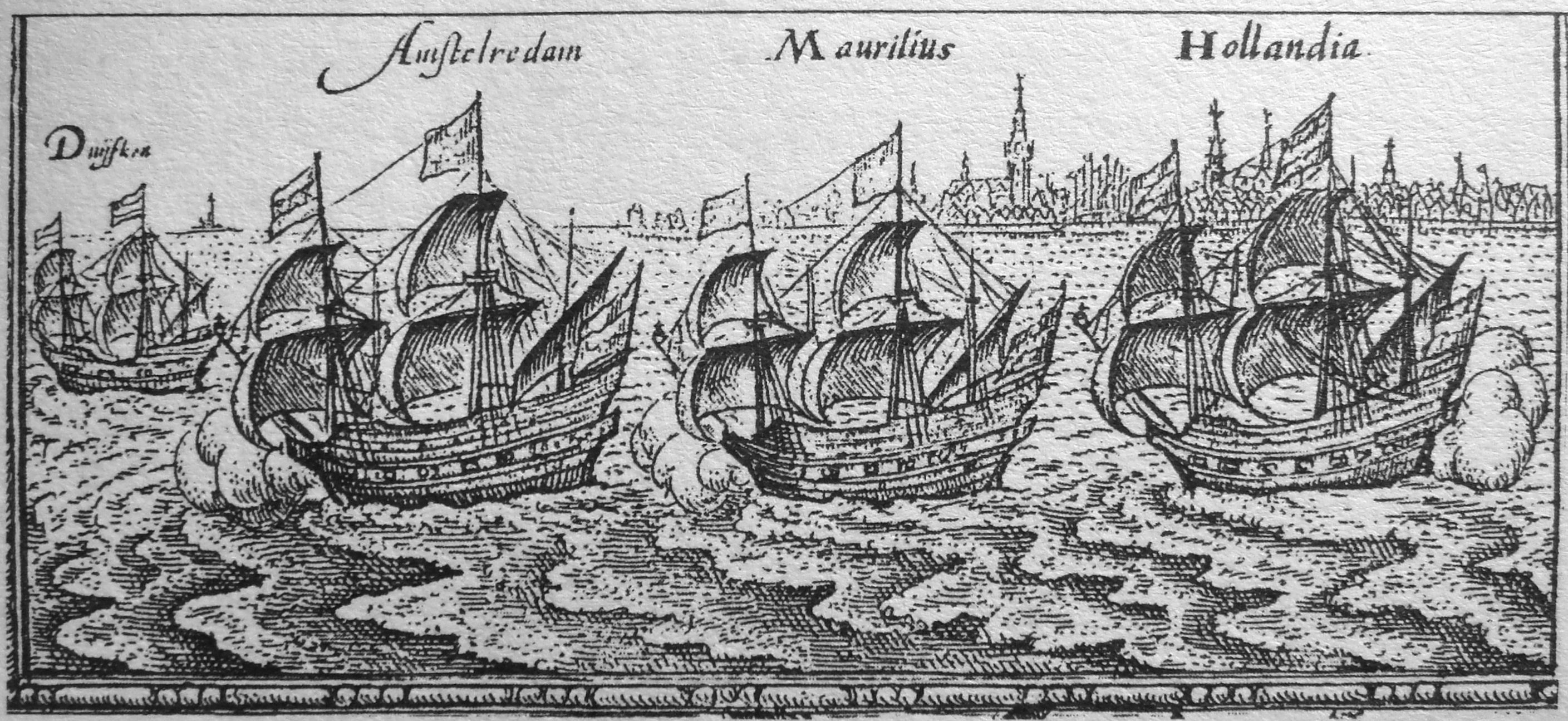
Кораблі першої голланської експедиції в Ост-Індію. Гравюра невідомого майстра XVII століття

Перша голландська експедиція в Ост-Індію (нід. Eerste Schipvaart) — морська експедиція, організована голландськими підприємцями в 1595 році. Флот з чотирьох кораблів вирушив з Тесела 2 квітня 1595 року і в серпні 1597 три кораблі повернулися додому. Експедиція сприяла відкриттю торгівлі спеціями для голландських торговців, що врешті-решт призвело до створення голландської Ост-Індську компанію, і ознаменувало злам португальської монополії на торгівлю прянощами та кінець домінування Португальської імперії в регіоні Південно-Східної Азії.

## Передумови

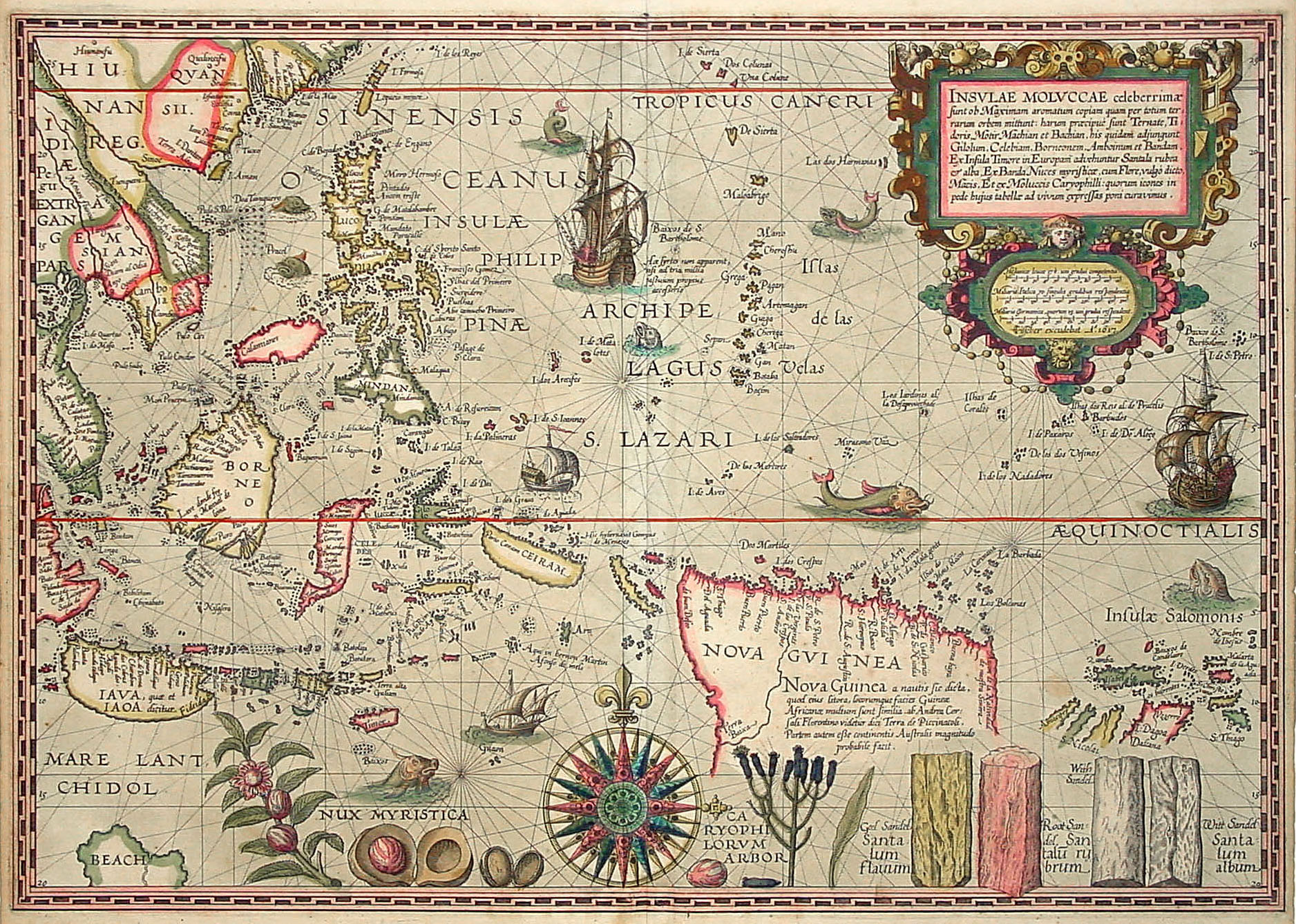
Карта Петера Планціуса 1592 р. з зображенням Молуккських островів

Торгівля прянощами була надзвичайно прибутковою, але протягом XVI століття Португальська імперія мала монопольний доступ до головного джерело спецій — островів Південно-Східної Азії (сучасна Індонезія). Певний час голландські купці мирились із цією обставиною і придбавали усі прянощі в Лісабоні, оскільки вони все ще могли отримати пристойний прибуток від перепродажу португальських спецій по всій Європі. Однак з 1581 року Португалія вступила в династичний союз з Іспанією (іспанський король Філіп ІІ став одночасно і королем Португалії), яка воювала з Нідерландами, що робило продовження торгівлі практично неможливим. Це було нестерпно для голландців, які були б раді обійти португальську монополію і отримувати товари напряму з Індонезії, але як інформація про морські шляхи до «Островів Прянощів», так і самі острови ревно охоронялися португальцями. Однак у 1592 р. картограф Петер Планціус опублікував серію карт, що дуже детально описують шлях до Індії. Незабаром після того, як ці карти були опубліковані, троє амстердамських купців, Ян Янш Карел, Хендрік Хадде та Рейньє Пау почали на спільних секретних зустрічах розробляти плани по організації експедиції до Індонезії. Для початку вони вирішили направити кузена Пау — Корнеліса де Гаутмана, під виглядом торгівця до Лісабона. Його завдання полягало в тому, щоб підтвердити карти Планціуса і отримати якомога більше інформації про Ост-Індію. Зібравши в Лісабоні багато цінної інформації, де Гаутман був заарештований португальцями за шпіонаж, але викуплений голландськими підприємцями і на початку1594 року повернувся в Голландію. Приблизно в цей же час до Голландії повернувся Ян Гюйген ван Лінсхотен, що до того довго перебував на службі у португальців в Гоа, Індія. 1595 року, у співпраці з відомим мандрівником Бернардусом Палуданом, Лінсхотен опублікував звіт про свої подорожі, що включав велику кількість інформації про Ост-Індію. Книга Лінсхотена підтвердило всі карти Планціуса і до того містила багато іншої важливої інформації.

## Compagnie van Verre

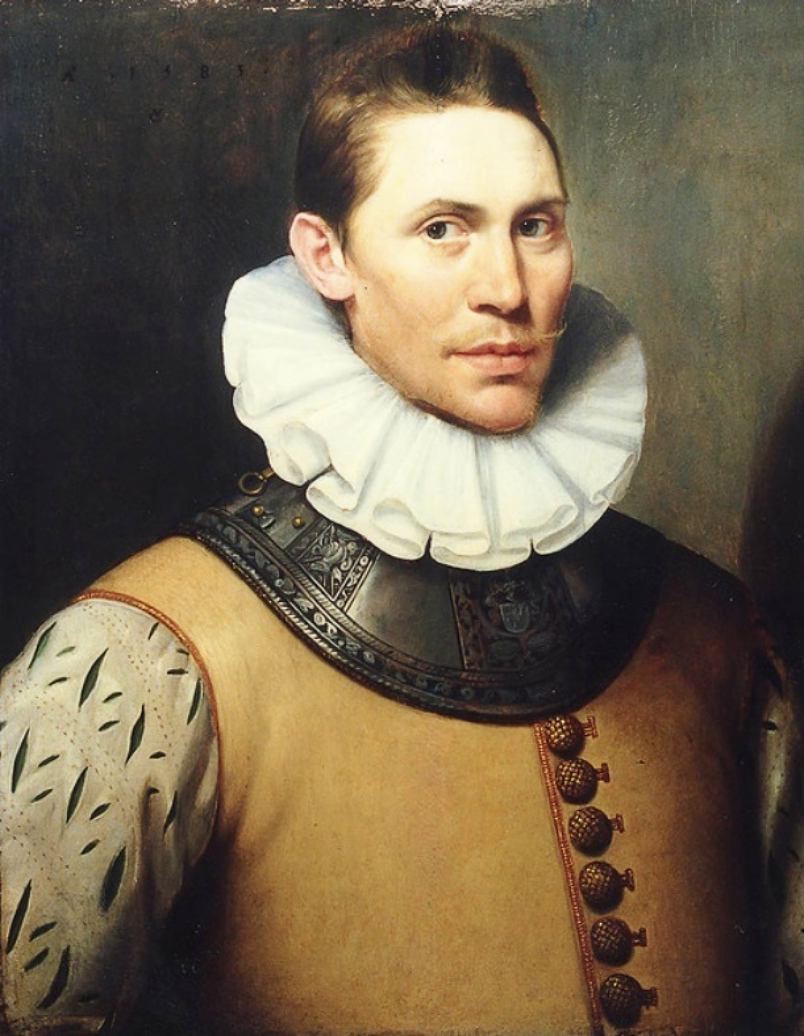
Дірк ван Ос, один з засновників компанії

Амстердамські купці тепер мали всю необхідну інформацію, і вони взялися за пошуки капіталу для фінансування експедиції. Вони залучили шістьох інших купців — Пітера Хасселаера, Яна Поппена, Хендріка Бюїка, Дірка ван Ос, Саверата Сема і Аренда Грутенхуї і разом з ними створили акціонерне товариство «Компанія для далеких плавань» (нід. Compagnie van Verre). Компанія змогла зібрати 290 000 гульденів. З них частина була призначена для побудови та оснащення чотирьох кораблів: Mauritius, Amsterdam, Hollandia та Duifje, а 120 000 гульденів мали піти на оплату прянощів. Для цього були закуплені іспанські срібні дукати, різні види текстилю, металеві вироби та інші товари.
Для участі в експедиції було найнято 248 офіцерів та матросів. В складі експедиції були відомий астроном Пітер Дірксзун Кейзер, що мав під час експедиції проводити астрономічні дослідження і Фредерік де Гаутман, рідний брат Корнеуліса.
Управління флотилією мала здійснювати Корабельна рада, до складу якої входили шкіпери кораблів, купці, приписані до кожного з кораблів, та кілька інших уповноважених осіб. Деякі члени Ради (зокрема Корнеліус де Гаутман) мали привілейований статус, що надавав їм право першого голосу і право затверджувати остаточне рішення прі рівності голосів. Перед відходом, штурмани усіх кораблів пройшли інструктаж у Петера Планціуса. Головним штурманом флотилії було призначено Пітера Діркзуна Кейзера.

## Плавання

Карта території Султанату Бантен в XVII ст.

Флот відплив з порту Тесел 2 квітня 1595 р. Спочатку все йшло добре і флотилія дісталась 26 квітня Канарських островів, а 19 травня висадившись на Маю, але незабаром вітер зник і вони змогли просуватися лише дуже повільно. До того ж, через недоліки з організацією провіанту серед екіпажу вже через кілька тижнів плавання спалахнула цинга. У зв'язку з чварами між капітанами суден і торговцями, на кораблях під час плавання відбулися збройні сутички, в результаті яких були вбиті та поранені. Флотилія перетнула екватор 4 червня і побачила узбережжя Африки 2 серпня У жовтні вони висадилися на Мадагаскарі, де були змушені пробути півроку. На Мадагаскарі виникли нові заворушення і знову з багатьма загиблими. Також було втрачено багатьох членів екіпажу внаслідок хвороб. Загалом на Мадагаскарі було поховано 71 людину. До сьогодні малагасійська бухта, де стояли кораблі де Гаутмана, називається на голландських картах «Голландське кладовище» (Hollandsche Kerkhof). Серед загиблих був штурман «Голландії» Ян Дігнумш. Його смерть призвела до жорстокої суперечки з приводу того, хто займе його місце, яка закінчилася лише тоді, коли одного з офіцерів, Герріта ван Бойнінгена, закували в наручники до кінця подорожі.

### Малайський архіпелаг

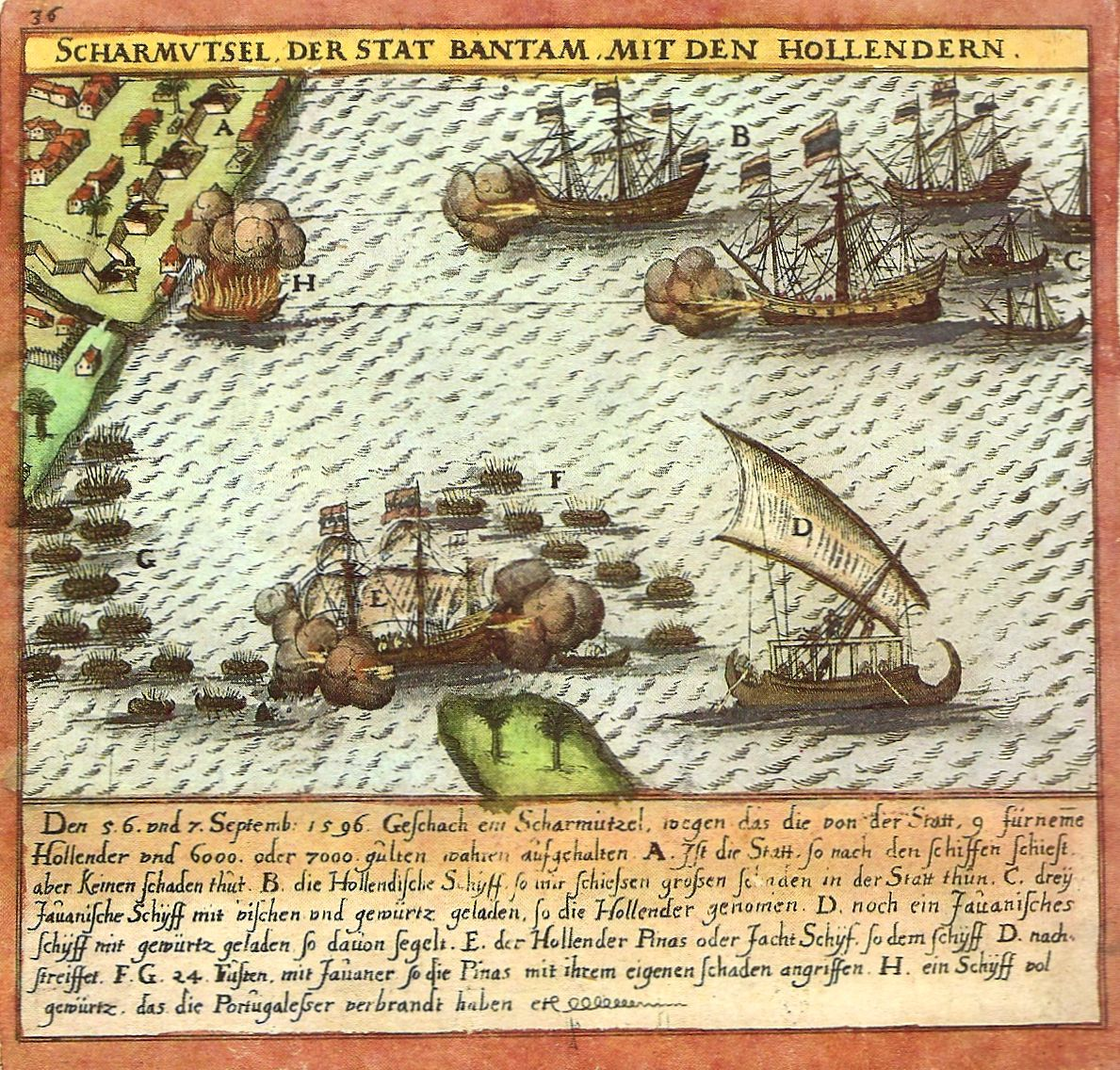
Обстріл голландцями Бантена і атака тубільців на проа.

У червні 1596 р. флот дістався до Бантена (Бантама) на Яві, але був прийнятий погано через інтриги португальців, які переконали бантенців підняти ціни на товари до абсурдно високих рівнів. Голландцям також було відмовлено у доступі до води, і коли деякі з них вирушили за нею на Суматру, кілька людей, включаючи де Гаутмана, були схоплені і утримувались до отримання викупу. До цього часу Де Гаутман де факто став одноосібним лідером експедиції, більшість його опонентів до цього часу були або вбиті, або відсторонені. Після того, як його викупили з полону, він піддав місто гарматному обстрілу і здійснив напад на кілька кораблів, що перевозили прянощі до Бантена з Молуккських островів та Борнео. Обурені бантенці розіслали людей по довколишніх островах, попереджаючи про поведінку голландців. У Сідаю, неподалік від Сурабая, малайці спробували взяти кораблі на абордаж і в бою загинули дванадцять чоловік екіпажу, у тому числі штурман Амстердаму. Незабаром у Мадурі, коли королівська сім'я на човні вийшла назустріч голландцям, Амстердам відкрив вогонь, вбивши принца, священика та багатьох інших.

### Повернення додому

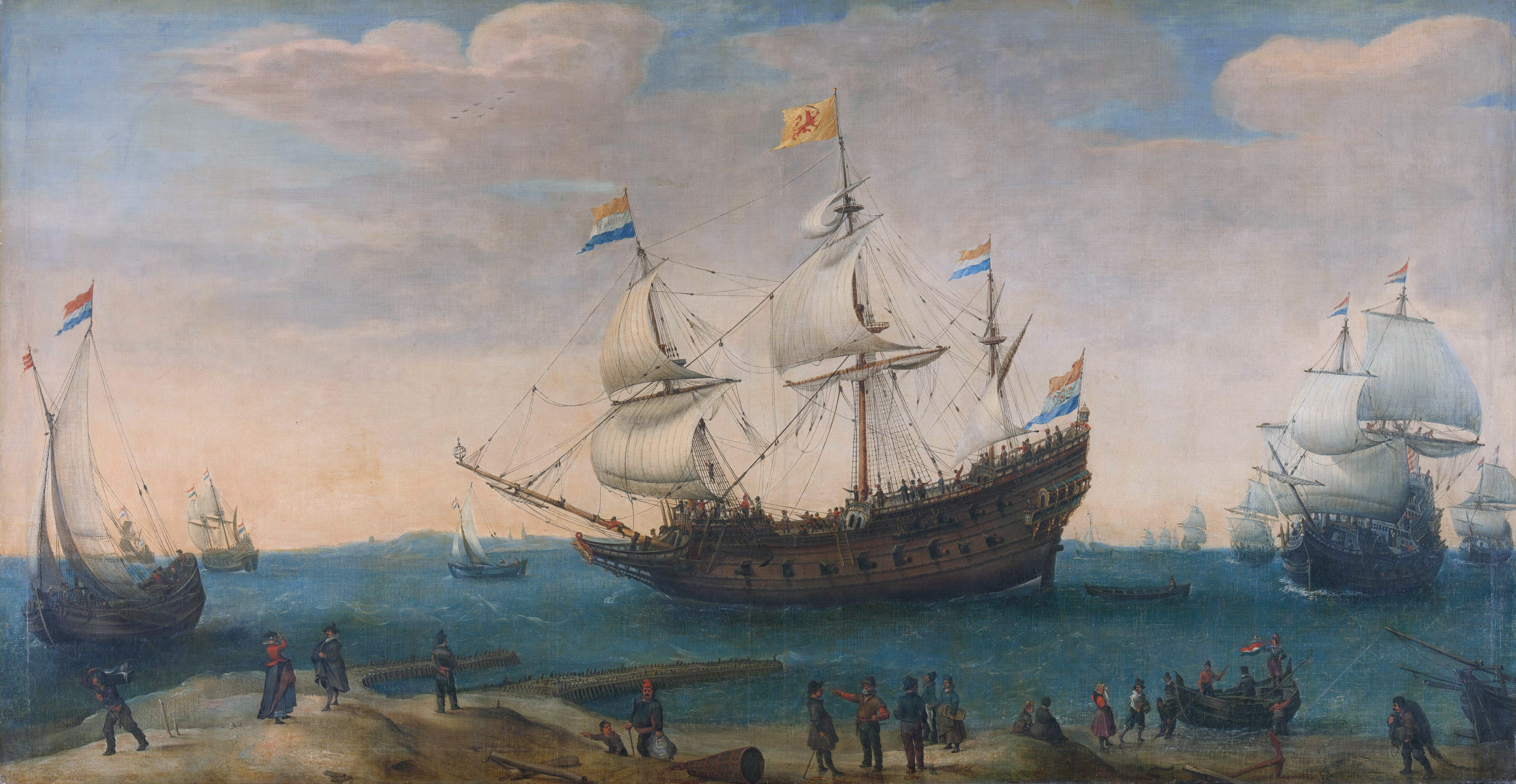
Барк «Маврикій», один з чотирьох кораблів першої голландської експдиції в Ост-Індію

На цей момент вся експедиція опинилася на межі катастрофи. Лише 94 з первісних 248 членів екіпажу залишались вживих, і серед очільників експедиції утворилось дві фракції, одну з яких очолював де Гаутман, а іншу — Ян Меуленаер, які не моли дійти між собою згоди щодо того, куди слід йти далі флоту. Коли Меуланаер раптово помер за загадкових обставин, де Гаутмана було затримано і віддано під суд Ради кораблів. На підставі недостатньої кількості доказів його було звільнено, але на той час Амстердам був у настільки поганому стані, що корабель довелося покинути і спалити. Флот був у такому поганому стані, що було вирішено вирушити на південь, зробивши останню зупинку на Балі, а потім відплисти назад до Нідерландів. Екіпаж отримав на Балі дуже привітну зустріч від місцевого правителя і голландці нарешті отримали можливість завантажити на кораблі партію перцю, мускатного горіху та інших прянощів.
Флотилія вирушила додому 26 лютого 1597 року, діставшись до Теселя 14 серпня того ж року. Додому повернулись живими лише 87 членів екіпажу з 248, що відплили з Голландії два роки тому.

## Результати
Економічні результати експедиції не виправдали усіх очікувань — додому доставили 245 мішків з перцем, 45 тон мускатного горіха та 30 тюків мацису.. Але оскільки на момент повернення флотилії ціни на спеції злетіли вгору, експедиції вдалось покрити витрати на свою організацію.

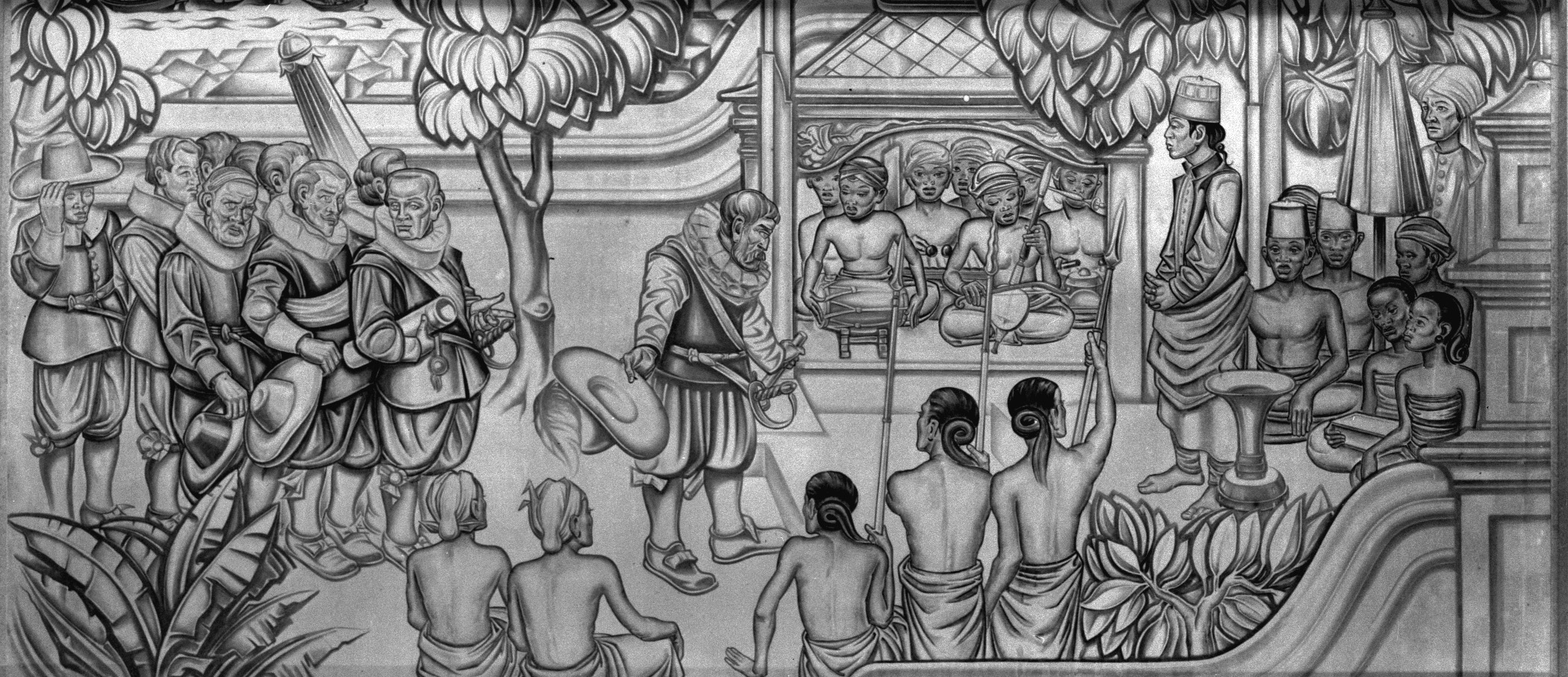
Прийом Конеліса де Гаутмана в Яві в 1959р Настінна картина Пауліда в голландському павільйоні на Колоніальній світовій виставці в Парижі

З гуманітарної та організаційної точки зору подорож перетворилась на катастрофу — загинула більшість екіпажу, було втрачено корабель, вбито місцевого принца і експедиція постійно страждала від поганого управління.
Тим не менш, ця подорож відкрила дорогу для голландців в Ост-Індію і довела можливість залучення голландських купців до торгівлі прянощами в обхід португальських посередників. Тож у Голландії вона розглядалася як великий успіх і прорив на Схід, що знищив португальську монополію на торгівлю з Ост-Індією, У наступні 5 років слідами Корнеліса де Гаутмана до островів Малайського архіпелагу вирушили більше півсотні голландських кораблів. Більшість з цих експедицій принесли великі прибутки, що врешті-решт спонукало до створення голландської Ост-Індійської компанії. Незабаром голландці витіснили португальців з провідних позицій в торгівлі спеціями з Південно-Східно Азією і на уламках португальських колоній почали створювати власну, Нідерландську колоніальну імперію.
Експедиція мала також велике значення для астрономії та морської астрономічної навігації. Головний штурман флотилії, Пітер Дірксзун Кейзер, за допомогою молодшого брата командора, Фредеріка де Гаутмана, проводив дослідження незнайомого зоряного неба південних морів, внаслідок чого був створений його «Зоряний каталог», до якого увійшли 12 нових, відкритих ним сузір'їв (входять в число нині визнаних 88 сузір'їв). Сам Кейзер помер біля Бантену у вересні 1596 року.